# Suicide (Purple Jumping Man)
Suicidio (Purple Jumping Man) es una serigrafía del año 1963 realizada por el artista de pop estadounidense, Andy Warhol.  Se encuentra en la colección del Museo de Arte Contemporáneo de Teherán en Teherán.

## Historia
Durante los años 1970,los ingresos por petróleo de Irán habían aumentado y el rey y la reina de Irán, Mohammad Reza Pahleví y Farah Diba decidieron crear un museo de arte contemporáneo con el fin de modernizar su país. Suicide (Purple Jumping Man) fue una de las obras de arte que Tony Shafrazi, el marchante de arte estadounidense de origen iraní, compró para la colección de este museo.
En ese momento, Andy Warhol estuvo interesado en la idea y pintó retratos del rey y su esposa.

## Estilo
La obra Suicide (Purple Jumping Man) muestra dos imágenes en secuencia, realizadas por un fotógrafo documental, y serigrafiadas en tinta negra sobre un fondo de color púrpura.
Según Tony Shafrazi, esta obra es uno de los trabajos más grandes de Warhol. El marchante estima el valor de la pintura en 70 millones de dólares.